# Шлемов Всеволод Володимирович
Шлемов Всеволод Володимирович — радянський, український кінооператор-постановник комбінованих зйомок. Заслужений працівник культури України (1994).

## Біографічні відомості
Народився 13 липня 1932 р. в Одесі. Закінчив Одеську школу кіномеханіків.
З 1958 року працював на Одеській кіностудії.
Протягом багатьох років — член Правління Одеського відділення Національної спілки кінематографістів України, один з перших лауреатів найвищої для одеських кінематографістів нагороди — «Легенда Одеської кіностудії».
Шлемов В.В. був одним із творців логотипу Одеської кіностудії, а також автором знаменитої ринди, звуком якої починалися фільми цієї студії.
Член Національної спілки кінематографістів України.
Пішов з життя 15 лютого 2021 року після хвороби.

## Відзнаки
- 1994 — Заслужений працівник культури України
- 2013 — Почесна відзнака голови Одеської обласної державної адміністрації[4]

## Фільмографія
Здійснив комбіновані зйомки на Одеській кіностудії у фільмах:
- «Небезпечні гастролі» (1969)
- «Крок з даху» (1970)
- «Синє небо» (1971)
- «Зухвалість» (1971)
- «Вершники» (1972, т/ф, 2 с)
- «Увімкніть північне сяйво» (1972)
- «Розповіді про Кешку і його друзів» (1973, т/ф, 3 с)
- «Подорож місіс Шелтон» (1974)
- «Капітан Немо» (1975, т/ф, 3 с)
- «Квіти для Олі» (1976)
- «Фантазії Веснухіна» (1977, т/ф, 2с)
- «Втеча з в'язниці» (1977)
- «По вулицях комод водили» (1978)
- «Іподром» (1979)
- «Пригоди Електроніка» (1980, т/ф, 3с)
- «Тільки в мюзик-холі» (1980)
- «Школа» (1980, т/ф, 3с)
- «Очікування» (1981, т/ф, 2с)
- «Третій вимір» (1981, т/ф, 3с)
- «Чарівники» (1982, т/ф, 2с)
- «Трест, що луснув» (1982, т/ф, 3с)
- «Зелений фургон» (1983, т/ф, 2с)
- «Що у Сеньки було» (1984)
- «Казки старого чарівника» (1984)
- «Дві версії одного зіткнення» (1984)
- «Дайте нам чоловіків!» (1985)
- «Мільйон у шлюбному кошику» (1985)
- «Без сина не приходь!» (1986)
- «Розмах крил» (1986)
- «Звіздар» (1986, т/ф, 3с)
- «Без сина не приходь!» (1986)
- «В Криму не завжди літо» (1987, т/ф, 2с)
- «Обранець долі» (1987)
- «Рок-н-рол для принцес» (1990, т/ф, 2с)
- «Папуга, що говорить на їдиш» (1990)
- «Невстановлена особа» (1990)
- «І чорт з нами» (1991)
- «Людина К» (1992)
- «Час ікс» (1992)
- «Чоловіча компанія» (1993)
- «Секретний ешелон» (1993)
- «Чарівник Смарагдового міста» (1993)
- «Запах осені» (1993)
- «Я люблю» (1994)
- «Поїзд до Брукліна» (1995)
- «Партитура на могильному камені» (1995)
- «Нальот»/рос. «Налётъ» (1995)
- «Без нашийника» (1996)
- «Як коваль щастя шукав» (1999)
- «Справа честі» (2000)
- «Другорядні люди» (2001)
- «На полі крові. Aceldama» (2001)
- «Ефект присутності» (2004)
- «Секонд хенд» (2005)
- «Маленьке життя» (2008) та ін.

Роль у кіно:
- «Другий» (1994, суб'єкт; реж. С. Рахманін)

Участь в документальних фільмах:
- «Щоденник оператора Шлемова» (1985, док. фільм)
- «Великий комбінатор». Всеволод Шлемов (2020, док. фільм, реж. Н. Ковальова)